# Јене Карољ
Јене Карољ (мађ. Károly Jenő; Будимпешта, 15. јануар 1886 — Торино, 28. јул 1926), био је мађарски фудбалер, репрезентативац и фудбалски тренер.
Као играч, Карољ је наступао за два локална будимпештанска клуба, укључујући тада моћни МТК Будимпешта. Био је познат по томе што је имао веома висок однос голова и утакмица. Такође је представљао своју земљу неколико пута, укључујући и учшће на Летњим олимпијским играма 1912. године.

## Достигнућа

### Играч

#### Клуб
МТК Будимпешта
- НБ I: 1904, 1908.
- Мађарски куп: 1910.

#### Индивидуално
МТК Будимпешта
- НБ I Најбољи стрелац: 1903, 1905[3]